# Grunau 9

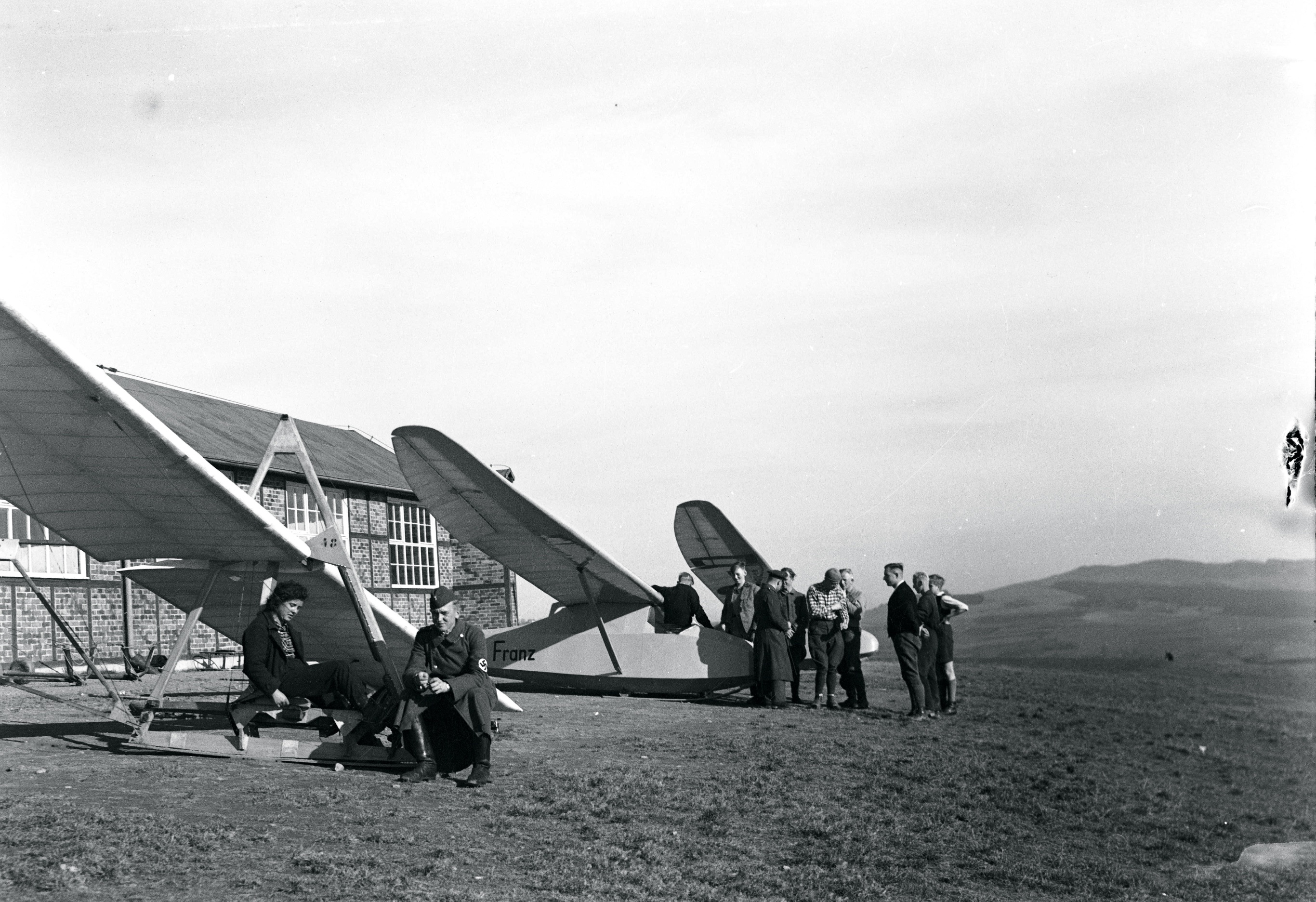
Grunau 9 im Vordergrund vor der Werkstätte in Grunau

Die Grunau 9 (auch: ESG 29) ist ein Schulgleiter aus der Anfangszeit der Segelflugs.

## Geschichte
Edmund Schneider entwickelte 1929 das Gleitflugzeug auf Basis des Schulgleiters von Gottlob Espenlaub. Die Konstruktion bestand aus einem einfachen, stabilen, unverkleideten Gitterrumpf und einer Rechtecktragfläche, die bei geringen Materialkosten leicht nachgebaut werden konnten.
Den Spitznamen „Schädelspalter“ erhielt das Flugzeug aufgrund einer Strebe vor dem Piloten, an der er sich bei der Landung den Kopf anschlagen konnte. Kein Unfall mit schweren Verletzungen aufgrund dieses Teils des Gitterrumpfes ist überliefert. Beim nachfolgenden SG 38  saß der Pilot vor dem Gitterfachwerk.

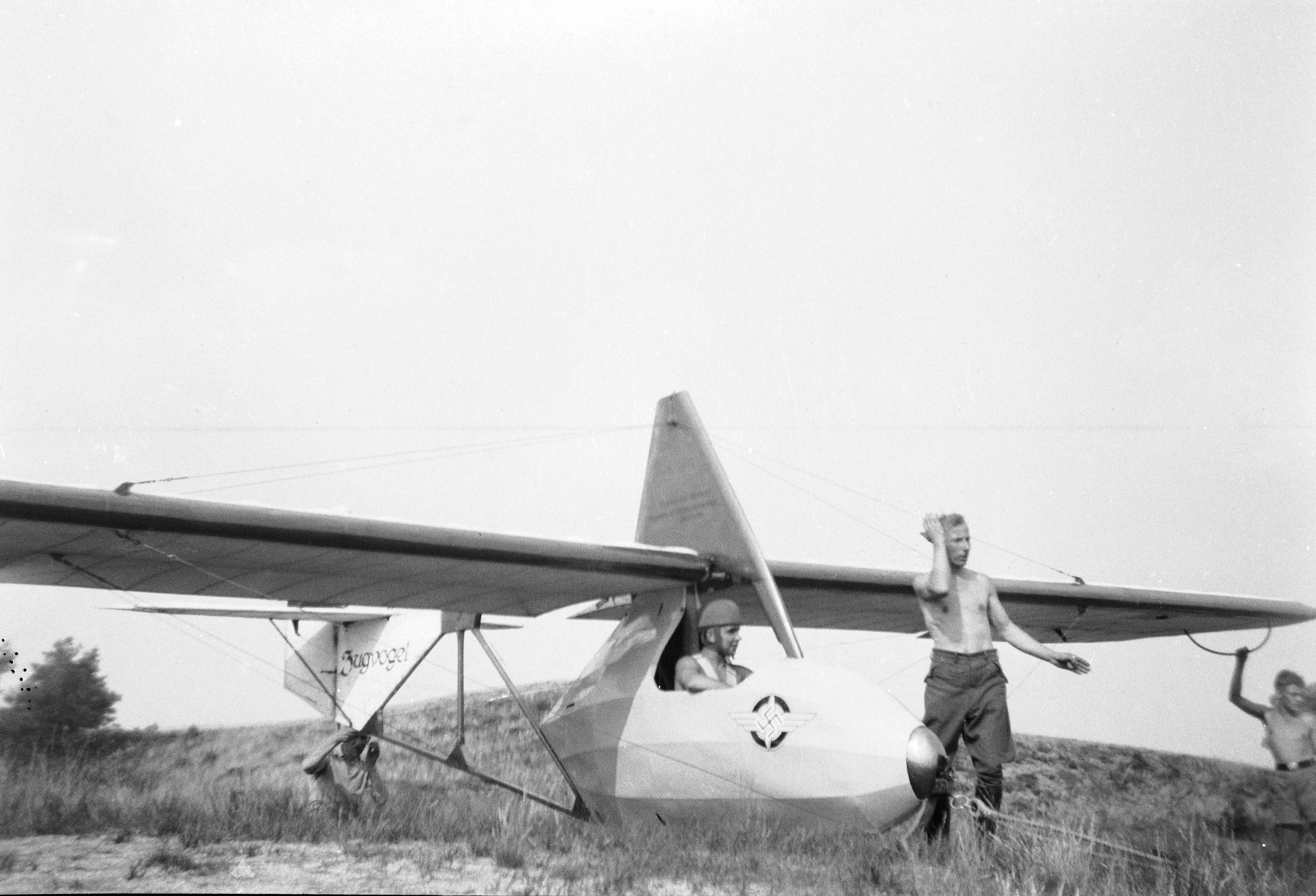
Grunau 9 des DLV mit aerodynamischen Verkleidungen und mit eingehängtem Gabelseil für den Gummiseilstart

## Technische Daten
| Kenngröße         | Daten      |
| ----------------- | ---------- |
| Besatzung         | 1          |
| Länge             | 4,9 m      |
| Spannweite        | 10,75 m    |
| Flügelfläche      | 15,3 m²    |
| Flügelstreckung   | 7,55       |
| Gleitzahl         | 10         |
| Geringstes Sinken | 1,3 m/s    |
| Leermasse         | 95 kg      |
| max. Startmasse   | 190 kg     |
| Flächenbelastung  | 12,4 kg/m² |

## Erhaltene Flugzeuge

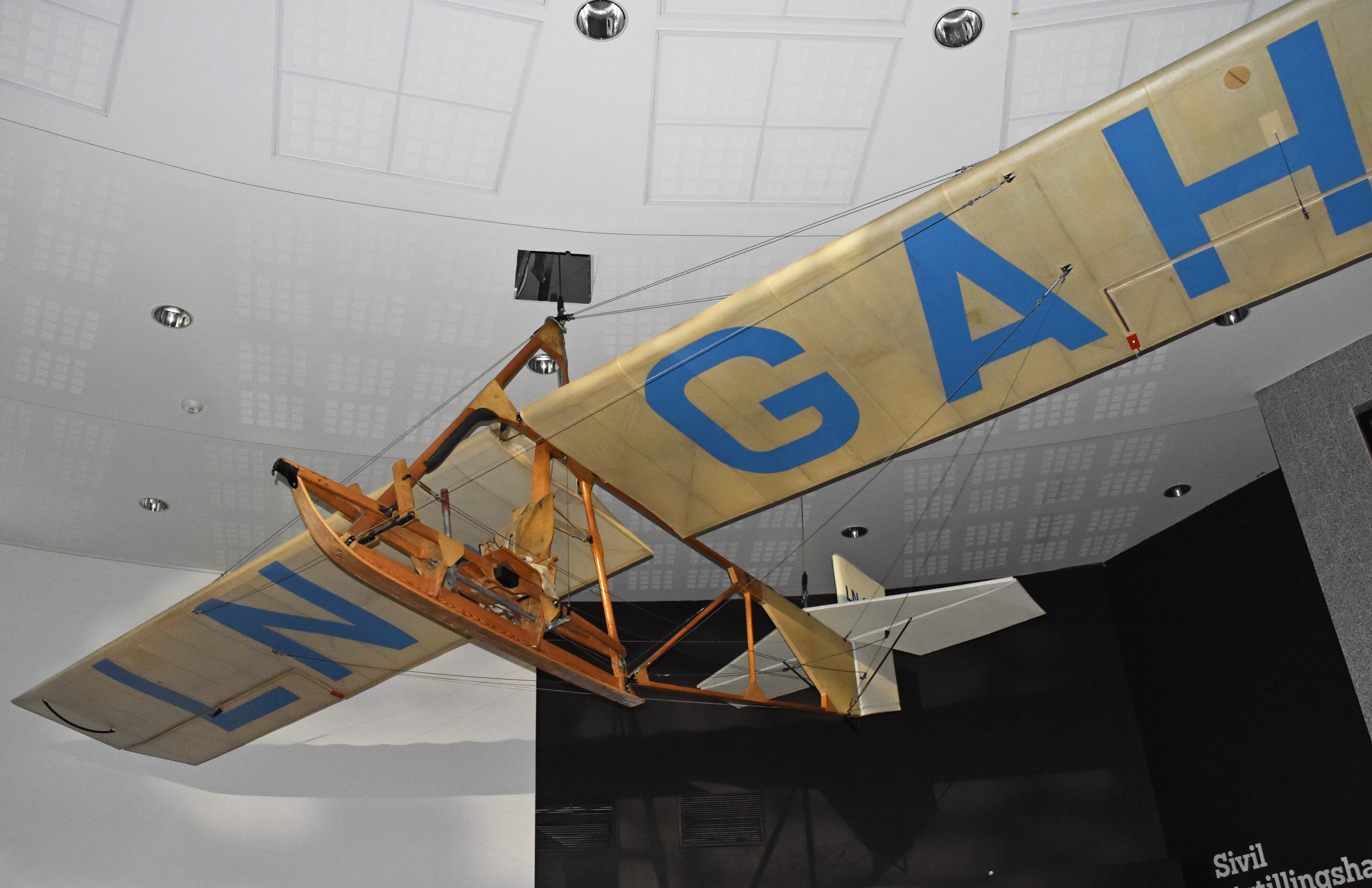
Grunau 9, Baujahr 1940, im Norwegischen Luftfahrtmuseum

Ein zwischen 1938 und 1940 vom Fliegerverein Jeløy gebauter und bis 1959 auf dem Flugplatz Rygge genutzter Gleiter ist im Norwegischen Luftfahrtmuseum in Bodø ausgestellt.
Das Deutsche Segelflugmuseum mit Modellflug zeigt einen flugfähigen Nachbau aus den 1980er Jahren.